# Домачево (Костромская область)
Домачево — деревня в Нерехтском районе Костромской области. Входит в состав Волжского сельского поселения.

## География
Находится в юго-западной части Костромской области на расстоянии приблизительно 24 км на восток по прямой от районного центра города Нерехта.

## История
Деревня известна с 1872 года, когда здесь было учтено 25 дворов, в 1907 году отмечен был 41 двор.

## Население
Постоянное население составляло 138 человек (1872 год), 160 (1897), 235 (1907), 8 в 2002 году (русские 100 %), 4 в 2022.